# Stylophora danae
Espèce
Statut CITES
Stylophora danae est une espèce de coraux appartenant à la famille des Pocilloporidae.